# Jean-Pierre Decool
Jean-Pierre Decool, né le 19 octobre 1952 à Bourbourg (France) est un homme politique français.

## Biographie
Jean-Pierre Decool, né le 19 octobre 1952 à Bourbourg, est professeur de mathématiques en disponibilité. Il entre au conseil d’administration d’une association de pêche de Brouckerque à 16 ans. Il était[Quand ?] professeur d'éducation physique et sportive[réf. nécessaire].

## Carrière politique
Jean-Pierre Decool s'engage dans l'action publique en tant que conseiller municipal de Brouckerque en 1983, puis devient maire en 1990 après le départ à la retraite du maire Anne-Marie Chevalier. Il sera réélu en 1995, 2001 et 2008 mais décide de ne pas briguer un cinquième mandat en 2014. Il conquiert également le siège de conseiller général du canton de Bourbourg en 1994 qu’il occupe depuis lors et s’investit dans les structures intercommunales : il est président fondateur de la Communauté de Communes de la Colme de 1993 à 2002, président fondateur du Pays des Moulins de Flandre de 2005 à 2008 et président de l’Association des maires du Nord de 1996 à 2002. Il est également député suppléant de Gabriel Deblock de 1993 à 1997 avant de se présenter lui-même aux élections législatives.
Il est élu député le 16 juin 2002, pour la XIIe législature, dans la quatorzième circonscription du Nord. N'étant carté dans aucun parti politique, il est tout de même apparenté au groupe UMP à l'Assemblée nationale. Il est réélu, au 1er tour, le 10 juin 2007 dans cette même circonscription avec 56,67 % des voix. Il est membre de la Droite populaire qui est considérée comme l'aile droite de l'UMP. Il est à nouveau réélu député de la même circonscription lors des élections législatives de 2012 avec 53,44 % des voix au second tour face au candidat du Parti socialiste. Lors de cette XIVe législature, il est de nouveau apparenté au groupe UMP, mais rejoint le 30 novembre 2012 le groupe Rassemblement-UMP de François Fillon, toujours en tant qu'apparenté, avant sa dissolution en janvier 2013. Par ailleurs, il se rattache financièrement à Démocratie et république, un microparti fondé par Jean-Louis Masson, regroupant des députés opposés au mariage homosexel.
Il soutient Alain Juppé pour la primaire présidentielle des Républicains de 2016[réf. souhaitée].
En 2017, il achète trois permanences parlementaires avec son indemnité représentative de frais de mandat (enveloppe d'environ 5 300 euros mensuels destinée à couvrir les dépenses courantes des députés), dont l'une est devenue un salon de toilettage canin tenu par sa fille.

## Actions politiques
Fin juillet 2011, Jean-Pierre Decool explique dans Nord Éclair son opposition au mariage homosexuel : « Je crains qu'en commençant par autoriser le mariage, on ne passe ensuite à l'adoption par des couples homosexuels. […] Dans ma famille, j'ai été élevé par un père et une mère et pour moi, ce sont des rôles complémentaires. Je ne dis pas que deux hommes ensemble ne peuvent pas élever correctement un enfant, mais je préfère rester dans ma cohérence intellectuelle ».
En 2014, Jean-Pierre Decool remet en cause l'accès à l'IVG en souhaitant la suppression de son remboursement.

## Mandats
- député de la Quatorzième circonscription du Nord (2002 - 2017).
- Maire de Brouckerque (1990-2014).
- Président du comité d’aménagement rural de Flandre occidentale (1996 - 2006).
- Président de l'association des maires du Nord (1996 - 2002).
- Président fondateur de la Communauté de communes de la Colme (1993 - 2002).
- Président fondateur du Pays des Moulins de Flandre (2005 - 2008).
- Conseiller général du canton de Bourbourg (1994 - 2015).

## Décorations
- Chevalier de la Légion d'honneur (2024)[7]